# Onroerend goed binnen een beleggingsportefeuille
Onroerend goed is een algemene benaming voor goederen die aan de grond verbonden zijn, en daarvan afgeleide rechten zoals opstalrechten en appartementsrechten. (Die verbondenheid moet duurzaam zijn: een tent is slechts met tentharingen aan de grond verbonden. Stacaravans zijn weliswaar slechts in beperkte mate te verplaatsen -er moet weleens een mobiele kraan en een dieplader aan te pas komen- maar zijn evenmin met de grond verbonden.)
Dit lemma gaat in op het gebruik van onroerend goed binnen de context van een beleggingsportefeuille, meer in het bijzonder door institutionele beleggers zoals pensioenfondsen en verzekeringsmaatschappijen.
Het is tamelijk gebruikelijk dat institutionele beleggers in onroerend goed beleggen. Hoewel het aandeel sterk varieert, is, afhankelijk van de verplichtingenstructuur van de betreffende belegger, het niet ongebruikelijk dat 10 tot 20 procent van het vermogen in onroerend goed wordt belegd.
Over langere perioden bezien lijkt het rendement van onroerend goed zich tussen dat van aandelen en obligaties in te bevinden. Het risico (hier te zien als: de variantie van de periodieke rendementen) bevindt zich ook tussen dat van aandelen en obligaties. 
Het voordeel van het beleggen in onroerend goed is met name gelegen in de lage correlatie met vooral obligaties. (Hiermee wordt bedoeld dat de waarde-ontwikkeling van een portefeuille onroerend goed weinig verband houdt met de waarde-ontwikkeling van die andere beleggingscategorieën.) Volgens sommige onderzoeken zou er zelfs sprake zijn van een (licht) negatieve correlatie met obligaties. Dit zou tot gevolg hebben dat een waardedaling van een obligatieportefeuille (als gevolg van een stijging van de rente op de kapitaalmarkt) niet alleen niet zou worden versterkt door een waardedaling van de portefeuille onroerend goed, maar juist door een (zekere mate van) waardestijging van die laatste portefeuille zou worden gecompenseerd.
Dit effect wordt aangeduid als diversificatie-voordeel.
Een tweede beleggingstheoretisch voordeel wordt gevonden in het anders-cyclische gedrag van onroerend goed. Het verband tussen het rendement (in de zin van total return) en de conjuncturele cyclus zou significant afwijken van dat van met name aandelen. In een situatie waarin een hoogconjunctuur op zijn eind loopt, zou onroerend goed nog enige tijd goede rendementen opleveren, in tegenstelling tot aandelen. (Deze visie wordt redelijk algemeen aangehangen, doch is niet geheel onomstreden.)
Als voordelen van het beleggen in onroerend goed worden voorts genoemd: het betrekkelijk hoge en meestal redelijk stabiele directe rendement (de huuropbrengsten minus de financieringskosten en de beheerskosten), en de mogelijkheid dat de inflatie gecompenseerd wordt (door een stijging van de huurinkomsten en/of een stijging van de waarde van het onroerend goed.
Als nadelen worden genoemd: hoge eenheidsprijzen (men moet in een compleet pand tegelijk beleggen, tenzij er sprake is van een samenwerkingsverband), aan- en verkoop is tamelijk bewerkelijk en vrij kostbaar, aanmerkelijk hogere beheerskosten per eenheid belegd vermogen dan bij aandelen en (vooral) obligaties, leegstandsrisico, en soms ondoorzichtige prijsvorming (en daarmee samenhangende problemen bij de waardering in de jaarrekening).
Belegging in onroerend goed kan op diverse manieren plaatsvinden. Een belegger kan rechtstreeks eigenaar zijn van een object zoals een kantoorpand of een winkelcentrum, hij kan een samenwerkingsverband aangaan met andere beleggers, of hij kan aandelen in een (al dan niet ter beurze genoteerd) beleggingsfonds aankopen. 
De eerste methode is tamelijk inflexibel: hij kan slechts met grote bedragen tegelijk aan- en verkopen, er moet vrij veel aandacht (en dus geld) besteed worden aan het beheer, en om een voldoende spreiding te krijgen over verschillende objecten is een tamelijk groot bedrag nodig (al gauw enkele honderden miljoenen euro's).
Bij de tweede methode is een voldoende spreiding met een geringer bedrag te verkrijgen, doch er zal rekening gehouden moeten worden met de belangen van de partners in het samenwerkingsverband. (Hoewel er verschillende constructies bestaan, zal normaliter een dergelijke samenwerking voor een vaststaand aantal jaren worden aangegaan, en zal tussentijds "uitstappen" vaak op bezwaren stuiten.)
Bij de derde methode spelen deze bezwaren niet (het aankopen van aandelen in beursgenoteerde onroerendgoedfondsen is ook voor particulieren zeer goed te doen, met name via beleggingsfondsen), doch de ervaring is dat het hierboven genoemde diversificatievoordeel blijkt hier aanmerkelijk geringer te zijn. (In de branche wordt een aandeel in een onroerend goed-fonds op dit punt beschouwd als "half aandeel, half stenen".) De toegevoegde waarde uit beleggingstechnisch oogpunt is daarmee navenant geringer.
Er is een ruime keuze in beleggingsfondsen in onroerend goed, met zowel regionale (Nederland, Verre Oosten, Verenigde Staten) als sectorale (winkelcentra, kantoren, distributiehallen) keuzemogelijkheden. Beleggingsfondsen die in woningen beleggen komen echter wat minder voor.
Met betrekking tot de gerapporteerde rendementen van beleggingen in onroerend goed wordt nog opgemerkt dat deze bestaan uit twee componenten: het directe rendement (huurinkomsten minus beheers- en financieringskosten) en de waardeontwikkeling (verschil tussen waarde van de panden per begin en per eind van het boekjaar.) Deze laatste component is echter afhankelijk van de wijze van taxatie: hier zit (onvermijdelijk) een zekere mate van "schatting" in. (Men weet alleen dan wat de exacte waarde van een pand is, als men het verkoopt.) Er zijn gevallen bekend waarin de waarde op diverse momenten zodanig bepaald werd dat daaruit een stabieler verloop van de rendementsontwikkeling voortvloeide dan gerechtvaardigd bleek. Hierdoor werd het risico van deze beleggingen lager voorgesteld dan correct zou zijn geweest. Het is voor derden in feite ondoenlijk om hier een zodanig inzicht te verkrijgen dat een afgewogen eigen oordeel gevormd kan worden.
Voor de beoordeling van de rendementen van beleggingen in onroerend goed wordt gebruikgemaakt van gespecialiseerde benchmarks.
Zie ook aandelen binnen een beleggingsportefeuille, obligaties binnen een beleggingsportefeuille.